# Selección de baloncesto de República del Congo
La selección de baloncesto de República del Congo es el equipo formado por jugadores de nacionalidad congoleña que representa a la Federación Congoleña de Baloncesto en las competiciones internacionales organizadas por la Federación Internacional de Baloncesto (FIBA) o el Comité Olímpico Internacional (COI): los Juegos Olímpicos, la Copa Mundial de Baloncesto y el AfroBasket.
Serge Ibaka es el jugador más famoso del país. Sin embargo, optó por representar a España a nivel internacional ya que llevaba varios años viviendo allí.

## Historia
Fue creada en el año 1962 y su primera participación en un torneo oficial fue en los Juegos Panafricanos de 1965 en donde ganaron la medalla de bronce.
En 1968 logran clasifica a su primer Campeonato FIBA África en el que terminaron en noveno lugar en Casablanca, Marruecos. En 1975 terminan en sexto lugar en la edición en Alejandría, Egipto y cinco años después logran el quinto lugar en la edición de Rabat, Marruecos.
Al año siguiente vuelve a clasificar al AfroBasket en la edición de Mogadiscio, Somalia en donde termina en séptimo lugar y en 1985 termina en noveno lugar en la edición de Abiyán, Costa de Marfil.
Pasaron 24 años para que República del Congo volviera a clasificar a un AfroBasket en donde terminaron en último lugar en la edición en Bengasi, Libia.
En 2013 lograron clasifica nuevamente al Campeonato FIBA África, en donde terminaron en el decimotercer lugar en Abiyán, Costa de Marfil y en 2015 clasifican por segunda ocasión a los Juegos Panafricanos en donde terminó en sexto lugar.

## Historial

### Copa Mundial
Resultado General: No ocupa puesto
| Copa Mundial de Baloncesto |
| --- |
| - 1950: No calificó - 1954: No calificó - 1959: No calificó - 1963: No calificó - 1967: No calificó - 1970: No calificó - 1974: No calificó - 1978: No calificó - 1982: No calificó - 1986: No calificó - 1990: No calificó - 1994: No calificó - 1998: No calificó - 2002: No calificó - 2006: No calificó - 2010: No calificó - 2014: No calificó - 2019: No calificó - 2023: No calificó - 2027: TBD |

### Juegos Olímpicos
| Baloncesto en los Juegos Olímpicos |
| --- |
| - Berlín 1936: No calificó - Londres 1948: No calificó - Helsinki 1952: No calificó - Melbourne 1956: No calificó - Roma 1960: No calificó - Tokio 1964: No calificó - México 1968: No calificó - Múnich 1972: No calificó - Montreal 1976: No calificó - Moscú 1980: No calificó - Los Ángeles 1984: No calificó - Seúl 1988: No calificó - Barcelona 1992: No calificó - Atlanta 1996: No calificó - Sídney 2000: No calificó - Atenas 2004: No calificó - Pekín 2008: No calificó - Londres 2012: No calificó - Río 2016: No calificó - Tokio 2020: No calificó - París 2024: No calificó |

### AfroBasket
| Afrobasket | Afrobasket  | Afrobasket | Afrobasket  | Afrobasket | Afrobasket  |
| ---------- | ----------- | ---------- | ----------- | ---------- | ----------- |
| 1962:      | No calificó | 1964:      | No calificó | 1965:      | No calificó |
| 1968:      | 9° Lugar    | 1970:      | No calificó | 1972:      | No calificó |
| 1974:      | No calificó | 1975:      | 6° Lugar    | 1978:      | No calificó |
| 1980:      | 5° Lugar    | 1981:      | 7° Lugar    | 1983:      | No calificó |
| 1985:      | 10° Lugar   | 1987:      | No calificó | 1989:      | No calificó |
| 1992:      | No calificó | 1993:      | No calificó | 1995:      | No calificó |
| 1997:      | No calificó | 1999:      | No calificó | 2001:      | No calificó |
| 2003:      | No calificó | 2005:      | No calificó | 2007:      | No calificó |
| 2009:      | 16° Lugar   | 2011:      | No calificó | 2013:      | 14° Lugar   |
| 2015:      | No calificó | 2017:      | No calificó |            |             |

## Palmarés
- Juegos Panafricanos:
  -  Tercer lugar (1): 1965